# Albert Pehle
Albert Pehle (* 28. Mai 1874 in Lippstadt; † 5. November 1945 ebenda) war ein deutscher Bildhauer und Raumausstatter.

## Leben

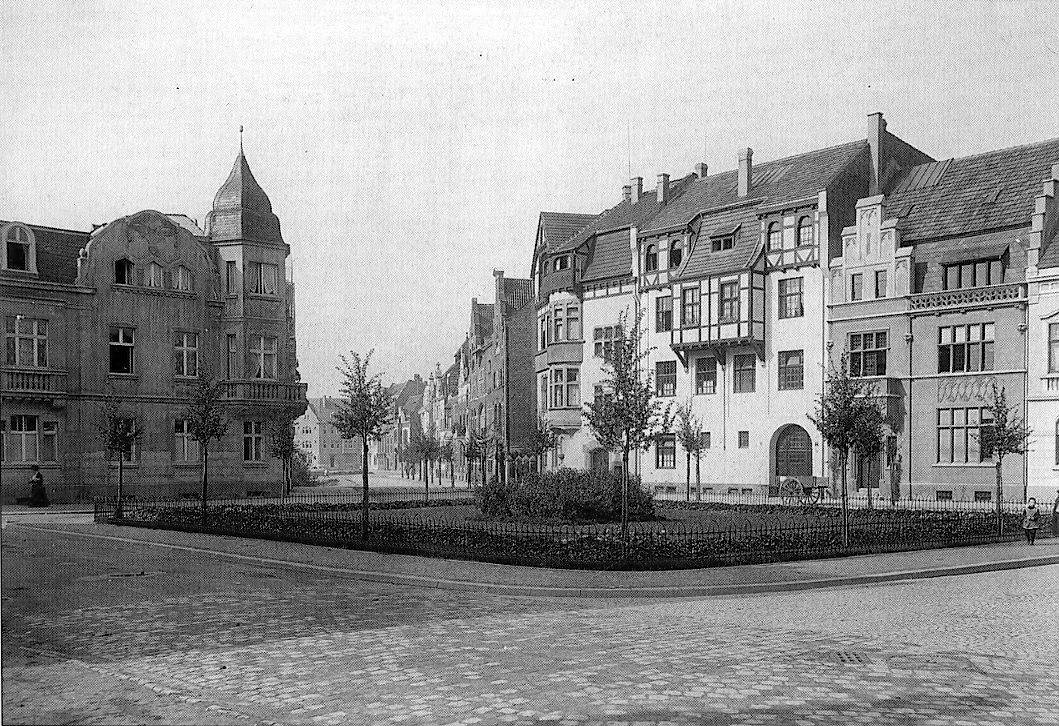
Häuser am Drakeplatz von links nach rechts an der Ecke zur Wildenbruchstraße: Nr. 5 und 4 Häuser des Bildhauers Albert Pehle (1905).

Albert Pehle, aus Lippstadt kommend, studierte an der Düsseldorfer Kunstakademie ab Mai 1895 bei Karl Janssen. Mitschüler waren unter anderen Heinrich Baucke, Fritz Coubillier, Joseph Hammerschmidt und Carl Heinz Müller.
Pehle war Mitglied des Vereins der Bildhauer-Gruppe 1900, im Künstlerverein Malkasten und im Verein der Düsseldorfer Künstler, wo er um 1910 in der Kommission für auswärtige Ausstellungen war.
Als Bildhauer und Raumausstatter schuf er zahlreiche Altarensembles und Einzelfiguren für rheinische und westfälische Kirchen. In Rixbeck, einem Ortsteil von Lippstadt, betätigte er sich im Jahre 1925 sogar als Architekt. „[...] Die Rixbecker wünschten sich jedoch den Bildhauer Pehle als Planverfasser und die Firma Heinrich Pehle als Bauausführende. Durch die Pehlsche Dampfziegelei, die sich seit über 20 Jahren im Schlingfeld befand, gab es gute Kontakte. Durch diese Konstellation würden keine Kosten für Pläne und Baubetreuung entstehen, argumentierten die Rixbecker und setzten sich damit durch, obwohl es Kirchenvorschrift war, das Verfasser und Baufirma nicht dieselben sein durften.“
Anfang 1900 erwarb Albert Pehle im damaligen Düsseldorfer Vorort Oberkassel am Drakeplatz an der Ecke zur Wildenbruchstraße (vormals Karolinger Straße) die Häuser Nr. 5 (70) und Nr. 4 (72). Albert Pehle war seit 1903 mit der Klavierlehrerin Aenne Bornemann verheiratet, einer Schwester von Walter Opheys späterer Ehefrau Bernhardine Bornemann (1879–1968). Durch die freundschaftliche Beziehung zu Pehle konnte Ophey ein Atelier in Pehles Atelierhaus beziehen, das er sich mit dem Maler Heinz May teilte. 1913 bezog Heinrich Maria Davringhausen (1894–1970) während seines Studiums an der Akademie das Atelierhaus von Albert Pehle. Auch die Maler Fritz Köhler, Hans Seyppel und Hans-Albert Simon-Schaefer (1907–1993) und die Bildhauer Burga von Wecus und Willy Hanebal hatte in den 1930er Jahren dort ihr Atelier. Im Zweiten Weltkrieg wurde das Atelierhaus teils zerstört. In den 1960er Jahren übernahm Joseph Beuys von Pehles Sohn Georg das viergeschossige Hause am Drakeplatz 4.
Der schriftliche Nachlass Pehles befindet sich im Rheinischen Archiv für Künstlernachlässe.

## Werke (Auswahl)

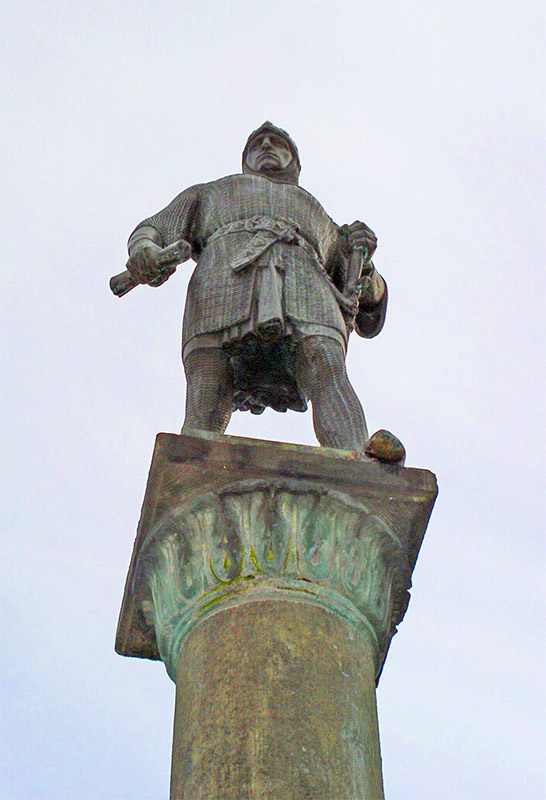
Statue Bernhard II. zu Lippe, Lippstadt

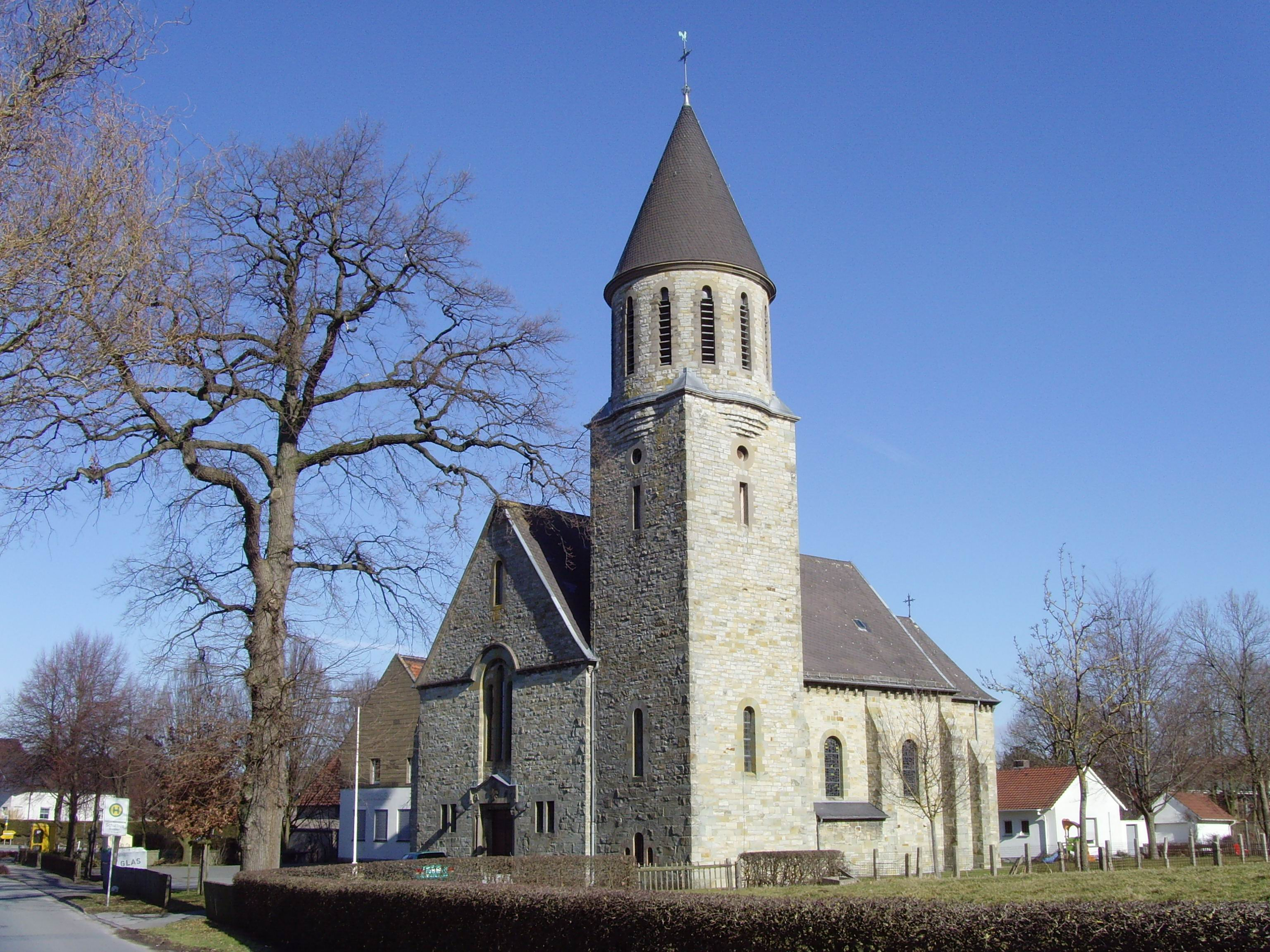
Kirche St. Antonius, Rixbeck

- 1900: Hochaltar, St. Laurentius, Thüle
- 1903: Marienaltar, St. Laurentius, Thüle
- 1907: Bildhauerarbeiten im figürlichen Teil des Girardethauses, Königsallee/Grabenstraße, Düsseldorf
- 1907: Porträtbüste Friedrich Wilhelm Grimme, Bronzeguss, Assinghausen (ein monumentaler Entwurf zu einem Grimme-Denkmal aus dem Jahre 1907 blieb unausgeführt)
- 1907: neugotischer Hauptaltar mit geschnitzten Reliefs, St. Michael, Werdohl
- 1909: Skulptur des heiligen Antonius über dem Portal der St.-Antonius-Kirche in Düsseldorf-Friedrichstadt
- 1910: Pietà, Herz-Jesu Kirche, Bochum-Werne[11]
- 1910: Josefsaltar, St. Laurentius, Thüle
- 1914: Statue von Bernhard II. zu Lippe auf dem Bernhardbrunnen, Lippstadt (kriegsbedingt konnte man Pehles Werk aber erst 1920 einweihen.)
- nach 1917: als Altar gestaltete 14. Kreuzwegstation, St. Josef, Rheydt[12]
- 1921–1922: Pietà aus Baumberger Sandstein im Kapellraum der Pfarrkirche, Olpe (Der Kapellenausbau am nördlichen Turm der Pfarrkirche wurde nach dem Ersten Weltkrieg als Kriegergedächtniskapelle verwendet)
- 1922: Figur von Josef dem Zimmermann an den Chorpfeilern stehen auf ornamentreichen Sockeln, St. Anna, Mönchengladbach-Windberg
- 1922: Betender Krieger am Grabe, Ehrenmal Gedenkstätte für die Gefallenen, Nordwalder Straße, Emsdetten[13]
- 1925: Annastatue, Namenspatronin der Kirche St. Anna mit Maria, Mönchengladbach-Windberg
- 1925: Kath. Kirche St. Antonius von Padua, Rixbeck, Kreis Lippstadt[14]
- 1928: Soldatenpietà, Langenberg
- 1910: Antonius-Altar und Krieger-Gedächtnisaltar mit Pietà, St. Antonius, Düsseldorf-Oberkassel[15]